# Neoantistea riparia
Neoantistea riparia là một loài nhện trong họ Hahniidae.
Loài này thuộc chi Neoantistea. Neoantistea riparia được Eugen von Keyserling miêu tả năm 1887.